# Brachypterois
Brachypterois là một chi cá biển thuộc phân họ Scorpaeninae trong họ Cá mù làn. Chi này được mô tả lần đầu tiên vào năm 1938 bởi Henry Weed Fowler.

## Từ nguyên
Tên chi được ghép bởi brakhús (βραχύς trong tiếng Hy Lạp cổ đại, nghĩa là “thấp, ngắn”) và Pterois (một chi cá mù làn), hàm ý đề cập đến các loài trong chi này giống với Pterois nhưng có gai vây lưng ngắn hơn.

## Phân loại
Chi Brachypterois được H. W. Fowler lập ra khi ông mô tả B. serrulifer lần đầu vào năm 1938, khi đó là loài duy nhất trong chi này. Trước đó, được Richardson đã mô tả Sebastes serrulatus vào năm 1846. Loài này được chuyển sang chi Brachypterois (tức B. serrulata), và một số nhà ngư học sau này đã hạ B. serrulifer xuống làm đồng nghĩa của B. serrulata. Tuy nhiên, một nghiên cứu thực địa khảo sát các mẫu vật thuộc Brachypterois trên khắp Ấn Độ Dương - Thái Bình Dương được xuất bản vào năm 2013 đã chỉ ra tính hợp lệ của B. serrulifer và B. serrulata, đồng thời xuất hiện thêm một loài mới trong chi này.

## Các loài
- Brachypterois curvispina Matsunuma, Sakurai & Motomura, 2013[2]
- Brachypterois serrulata (Richardson, 1846)
- Brachypterois serrulifer Fowler, 1938